# Pablo Xochiquentzin

Don 'Pablo Xochiquentzin (falecido em 1536) foi o 14º Tlatoani de Tenochtitlán o terceiro nomeado por Cortés .

## Vida
Tal como o seu antecessor,Motelchiuhtzin não era nobre ; nasceu como um macehualli (trabalhador), mas ganhou notoriedade como cuauhtlato (comandante águia)  . Reinou por 5 anos de 1532 a 1536.
Xochiquetzin era amigo pessoal de Martín Ocelotl, um proeminente shaman asteca que foi perseguido pela Inquisição recém-fundada no México. Ocelotl foi o principal alvo do bispo Juan de Zumárraga, mas foi poupado até a morte de Xochiquetzin . A partir deste momento os espanhóis aumentaram seus esforços para lutar contra o paganismo e a influência das antigas classes dominantes nativas. 
Após sua morte Cortés escolheu Diego de Alvarado Huanitzin para substituí-lo.
| Precedido por Motelchiuhtzin | 14º Tlatoani de Tenochtitlan 1532 – 1536 | Sucedido por Huanitzin |